# Duke Kahanamoku
Duke Paoa Kahinu Mokoe Hulikohola Kahanamoku (Honolulu, 24 de agosto de 1890 - 22 de enero de 1968), conocido como Gran Kahuna o The Big Kahuna, fue un atleta hawaiano, considerado el inventor del surf moderno. Fue también campeón de natación en los Juegos Olímpicos.

## Biografía

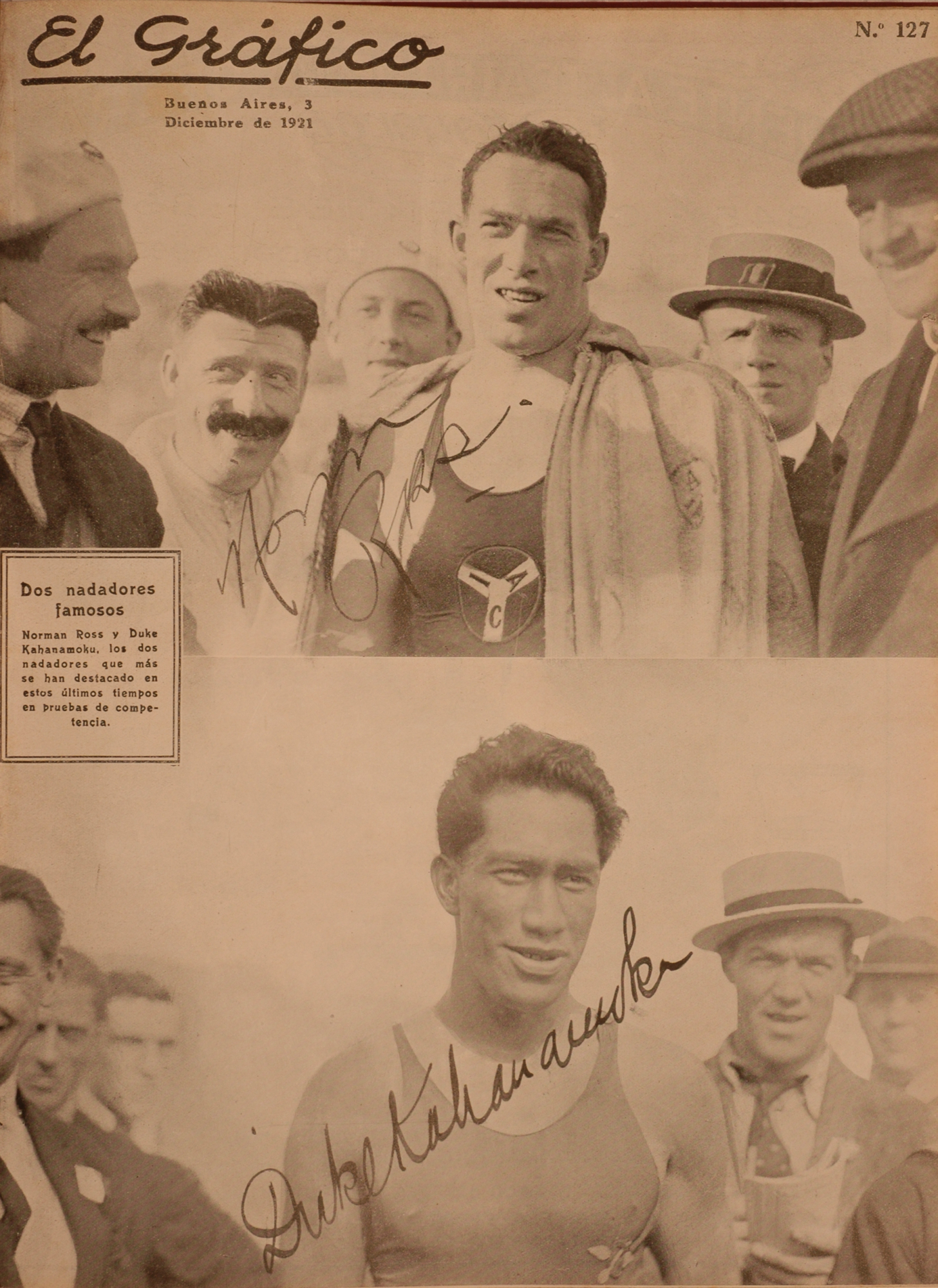
Norman Ross y Duke Kahanamoku en 1921.

El nombre de "Duque" o "Duke" no es ningún título, sino su nombre de pila. A su padre le pusieron "Duke" en honor al Príncipe Alfredo, Duque de Edimburgo, que estaba de visita en Hawái cuando nació el padre de éste en 1869. El joven "Duke", como hijo mayor, heredó el nombre.
En su juventud, Kahanamoku prefería la tabla de surf de la vieja escuela (tradicional), que llamaba su "papa nui", construida al estilo de las antiguas tablas "olo" hawaianas. Hecha de madera del árbol de koa, medía 4,8 m (16 pies) y pesaba 52 kg (114 libras). La tabla carecía de quilla, que aún no se había inventado. En su carrera posterior, a menudo utilizaría tablas más pequeñas, pero siempre prefería las que estaban hechas de madera.
El 11 de agosto de 1911, en un enfrentamiento amateur de natación, Kahanamoku hizo un tiempo de 55,4 segundos en las 100 yardas estilo libre, batiendo el récord mundial vigente por 4,6 segundos, en las aguas saladas del Puerto de Honolulú. Batió también el registro de los 200 metros e igualó el de los 50 metros, pero los responsables del Amateur Athletic Union, que no daban crédito a su hazaña, no lo reconocerían hasta muchos años después.
A pesar de todo, Kahanamoku se clasificó con facilidad para el equipo de natación olímpico de EE. UU. de 1912, batiendo espectacularmente el récord de los 200 metros libres en su eliminatoria de clasificación para el relevo de 4x200. Siguió así hasta ganar la medalla de oro en los 100 metros libres de las Juegos Olímpicos de 1912 en Estocolmo y una de plata con el equipo de relevos.
En las Juegos Olímpicos de 1920 de Amberes (Bélgica), obtuvo el oro tanto en los 100 metros, por delante de su compatriota hawaiano Pua Kealoha, como en el relevo. Terminó los 100 metros con una medalla de plata en las Juegos Olímpicos de 1924 de París, en las que el oro sería para Johnny Weissmüller y el bronce fue a parar a su propio hermano, Samuel Kahanamoku.
Entre sus participaciones en las Olimpiadas y tras retirarse de la competición olímpica, Kahanamoku viajó por distintos lugares del mundo, en especial Australia y los Estados Unidos, ofreciendo exhibiciones de natación. Fue en este periodo cuando popularizó el deporte del surf, que hasta entonces sólo se conocía en Hawái, al incluir también exhibiciones de surf en sus visitas. La demostración de surf que realizó en la playa 'Freshwater Beach' de Sídney el 23 de diciembre de 1914 se considera de forma universal como el día más importante dentro del desarrollo del surf en Australia. La tabla que montó Kahanamoku se conserva en el 'Freshwater Surf Club' y en algunas ocasiones se exhibe allí. Existe una estatua suya al comienzo de la playa.
También se conoce a Duke por promover la expansión del surf dentro y más allá de Hawái y Estados Unidos.
Durante el tiempo que residió en el Sur de California, Kahanamoku también actuó como extra de Hollywood y como actor en varias películas. De este modo, estableció contactos con gente que después daría publicidad al surf. Kahanamoku formó también parte del 'Los Angeles Athletic Club', en calidad de socorrista, además de competir con equipos tanto de natación como de waterpolo.
El 14 de junio de 1925, mientras vivía en Newport Beach, California, Kahanamoku rescató a ocho hombres de un barco pesquero que volcó ante el fuerte oleaje al intentar acceder al puerto de la ciudad. Diecisiete pescadores cayeron al agua, cinco de los cuales fallecieron. Con la ayuda de su tabla de surf, fue capaz de ir y volver rápidamente a la orilla, aumentando el número de supervivientes. Otros dos surfistas salvaron a cuatro pescadores más. El jefe de policía de Newport en aquel momento, calificó los esfuerzos de Duke como "el rescate más sobrehumano con una tabla de surf jamás contemplado por el mundo". De este modo nació la tradición por la que los socorristas siempre tienen listas tablas de surf para sus rescates.
Duke Kahanamoku fue la primera persona en ser reconocida tanto en el Salón de la Fama de la Natación como en el Salón de la Fama del Surf. Los campeonatos de surf Duke Kahanamoku Invitational Surfing Championships llevan ese nombre en su honor. Fue también sheriff de Honolulú, Hawái, de 1932 a 1961.
En la playa de Waikiki de Honolulú, se honra su recuerdo con un monumento que muestra a Duke Kahanamoku con su tabla de surf. Muchas personas le rinden tributo colocando lei en su estatua.

## Palmarés deportivo
Como waterpolista con la selección de Estados Unidos
- 6º en los Juegos Olímpicos de Verano de 1920 de Amberes, en waterpolo.

Como nadador de Estados Unidos
- Medalla de Oro en los Juegos Olímpicos de Verano de 1912 de Estocolmo, en 100 m libres.
- Medalla de Oro en los Juegos Olímpicos de Verano de 1920 de Amberes, en 100 m libres.
- Medalla de Oro en los Juegos Olímpicos de Verano de 1920 de Amberes, en 4 x 100 m relevos estilo libre.
- Medalla de Plata en los Juegos Olímpicos de Verano de 1912 de Estocolmo, en 4x200 m relevos estilo libre.
- Medalla de Plata en los Juegos Olímpicos de Verano de 1924 de París, en 100 m libres.[3]